# Кристиан V
Кристиан V (дат. Christian 5; 15 апреля 1646, Фленсбург, Шлезвиг, Дания — 25 августа 1699, Копенгаген) — король Дании и Норвегии с 9 февраля 1670 года. Из династии Ольденбургов.
Сын Фредерика III и Софии Амалии Брауншвейг-Люнебургской. 14 мая 1667 в городе Нюкёбинг женился на Шарлотте Амалии Гессен-Кассельской. Коронован 9 февраля 1670 года.

## Годы юности
Образование получил довольно скудное. В 15-летнем возрасте был отправлен за границу и во время пребывания при дворе Людовика XIV имел возможность наблюдать самодержавие во всем его блеске. Пока он был наследником престола, его не допускали к участию в делах правления, и только незадолго до смерти отца он стал присутствовать на заседаниях государственного совета.

## Внутренняя политика
В 1670 году, при вступлении на престол, Кристиан V впервые огласил "Королевский закон" 1665 года, акт устанавливающий абсолютизм в Дании и Норвегии.
Он был «убеждённым самодержцем», но по слабости характера легко поддавался различным частным влияниям и, не отличаясь большим умом, допускал крупные ошибки. Простота и приветливость обхождения, явное тяготение к «простым людям» сделали Кристиана народным любимцем. Способствовало этому и то, что он с детства приучен был говорить по-датски и писал большей частью на том же языке.
Кристиан укрепил режим абсолютизма в Дании, в противовес аристократии более широко используя практику своего отца по привлечению на государственную службу гольштейнской знати и представителей датского народа. Для этого он учредил новые дворянские титулы — графа и барона. Одним из самых знаменитых людей, возвысившихся благодаря такой системе, был Педер Шумахер, получивший титул графа Гриффенфельда в 1670 году, в 1674 году стал канцлером.
В период его правления был составлен датский законник, в подготовке этого документа принимал участие Эрик Краббе.

## Внешняя политика

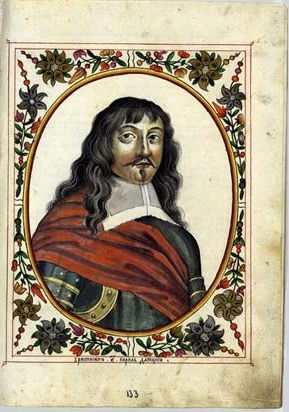
Портрет Кристиана V в царском титулярнике

Гриффенфельд оказался в опале у короля во время Сконской войны (1676—1679) против Швеции, которую Кристиан начал с целью возвратить полуостров Сконе, потерянный Данией после датско-шведской войны 1657—1658. В 1676 году он низверг Гриффенфельда и осудил его на пожизненное заключение в крепости.
Гриффенфельд ясно понимал ненадежное положение Дании для нападения на Швецию в то время, когда её союзником была Франция. Как он и предсказывал, более сильная держава Франция диктовала условия мира Дании с её союзником Голландией. Несмотря на победы датчан в битвах против шведского флота у острова Эланд (1676 год) и в заливе Кёге-Бугт (1677 год), датские надежды изменить границы на скандинавском полуострове в свою пользу не оправдались. Шведы сами не смогли изгнать датчан со Скандинавского полуострова, но в 1679 году Людовик XIV под угрозой вторжения вынудил Данию заключить мир. Результаты войны оказались политически и экономически неутешительным. Главная цель войны не была достигнута, ущерб же для экономики Дании был значителен.

## Годы после войны
В 1683 году был принят датский кодекс (дат. Danske Lov), который был первым общедатским сводом законов. Подобный кодекс был принят в 1687 году в Норвегии (дат. Norske Lov). В 1688 году была введена поземельная книга для оценки ценности земель и создания более справедливой системы налогообложения. Во время его царствования в стране развивалась наука благодаря работам астронома Оле Рёмера, хотя сам король наукой не интересовался.

## Семейные отношения
Жена родила Кристиану 8 детей. Ещё 6 детей у него было от любовницы Амелии Мот (дат. Amelia Moth, 1654—1719), которую он в 16-летнем возрасте представил королевскому двору. Она была дочерью его учителя и получила титул графини Самсё в 1677 году.
Кристиан умер от несчастного случая на охоте, похоронен в соборе города Роскилле.

### Дети
От жены Шарлотты Амалии Гессен-Кассельской:
- Фредерик IV, король Дании (1671—1730)
- принц Кристиан Вильгельм (1 декабря 1672 — 25 января 1673)
- принц Кристиан (25 марта 1675 — 27 июня 1695)
- принцесса София Гедвига (1677—1735); не была замужем
- принцесса Шарлотта Кристиана (18 января 1679 — 24 августа 1689)
- принц Карл (26 октября 1680 — 8 июля 1729); не был женат
- безымянная дочь (род. 17 июля 1682)
- принц Вильгельм (21 февраля 1687 — 24 ноября 1705)

От любовницы Софии Амелии Мот:
- графиня Кристиана Гильденлове (дат. Gyldenlove; 1672—1689)
- граф Кристиан Гильденлове (1674—1703)
- графиня София Кристиана Гильденлове (1675—1684); умерла в детстве
- Анна Кристиана (1676—1689); умерла в детстве
- граф Ульрик Кристиан Гильденлове (1678—1719)